# 伊舍那天

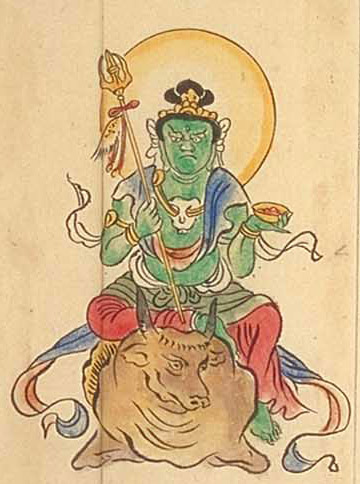
伊舎那天（『図像抄』）

伊舍那天，又作伊遮那天、伊邪那天、伊賒那天、伊沙天。意譯自在、眾生主。司配者之義。佛教神明，原為婆羅門教濕婆的別名。佛教密宗認為他是色究竟天之主，天部神明，為十二天護法之一，十力神王之一，護世八方天之一，為東北方的守護神。
伊舍那天最初是大自在天的別名，但隨著傳說不同，有時伊舍那天被視為是大自在天的一種化身，與大自在天是不同的神靈。

## 歷史
婆羅門教傳說中，伊舍那天為濕婆神的別名。
《大智度論》中記載，伊舍那天為天界王者之一，居於帝釋天之左方。
據佛教密宗《十二天供儀軌》伊舍那位於密教胎藏界曼荼羅外金剛部之東北，為三目之天人形，左手持盛血劫波杯，右手持三戟鎗，坐於氍毺座；或坐於黃豐牛臺座上。伊舍那天舊稱摩醯首羅天，亦即大自在天；然此尚有異說。
日本北畠親房著《神皇正統記》中，認為日本神明伊邪那岐，即梵語所說的伊舍那天。伊邪那美即伊舍那后，伊舍那天的配偶。